# 洞川郡
洞川郡，中国南北朝时设置的郡。
西魏以西淮郡改名，治所在钟离县（今河南省唐河县东南）。属于洞州。周武帝天和二年（567年）四月，废除洞州，洞川郡改属湖州。隋朝开皇初年废。钟离县直属湖州，隋炀帝时，湖州废除，钟离县改属昌州（舂陵郡）。 